# Архипов, Владимир Алексеевич
Влади́мир Алексе́евич Архи́пов (1955 — 6 февраля 2009) — красноярский альпинист, мастер спорта СССР, трёхкратный чемпион СССР и двукратный чемпион России.

## Биография
Окончил среднюю школу станции Бесколь с золотой медалью.
Окончил Красноярский политехнический институт по специальности «радиоинженер». В 1977 году начал трудовую деятельность инженером в Красноярском управлении проектно-монтажных работ.
С 1994 года поступил в НТФ «Персей» — занимался эксплуатацией и обслуживанием технических средств управления космическими аппаратами.
С 2004 года работал в Центре космической связи «Железногорск» — филиале ФГУП «Космическая связь».
Альпинизмом занимался с 18 лет.
Покорил пик Царский Трон (2001), Стену троллей в Норвегии (2002), пик Победы (2003), прошёл в 2003 году Северную стену на Джомолунгме.
Погиб во время спуска с пика Семёнова-Тянь-Шаньского. Тело альпиниста было доставлено в Красноярск для прощания, похоронен в Сосновоборске.
Жена Наталья и трое детей (дочь и двое сыновей).